# Подводные рифы
«Подводные рифы» — советский фильм 1959 года снятый режиссёром Виктором Невежиным на киностудии «Таллинфильм», сценарий фильма основан на пьесе Ааду Хинта «Куда ты идёшь, товарищ директор?»; производственный фильм с элементами мелодрамы о председателе рыболовецкого колхоза.

## Сюжет
Председатель рыболовецкого колхоза Тынис Хупкауп получает в день свадьбы два значимых подарка — новый рыболовный трал и портсигар с якорем. С первым Тынис надеется опередить конкурирующие хозяйства в прибрежном лове, а второй напоминает ему о довоенных мечтах и разочарованиях.
Тынис вспоминает, как много лет назад он молодым моряком батрачил на хозяина здешних мест Линквиста, как влюбился в его дочку, как выгнал его хозяин, а вскоре сам бежал за границу — началась война… пришла Советская власть, и честный общий труд привёл Тыниса на пост председателя колхоза.
У Тыниса жена Рийна, с которой они прошли все трудности, но её затмевает сестра бухгалтера Лидия, которая напоминаем ему юношескую любовь, и всесильного Линквиста, «короля» этих мест. Тынису кажется, что руководителю колхоза нужно занять такую же властную позицию, чтобы добиться успеха.
Бухгалтер Лауэр, видя интересе Тыниса к своей сестре, решает воспользоваться этим. Умело пользуются слабостью председателя бухгалтер и его сестра. На старого Линквиста стал похож Тынис. Перестал председатель слушать советы друзей и правления колхоза, все решения властно принимает сам. То нагрубил председатель, то отверг дельное предложение, то пошёл наперекор решению правления. Стали в колхозе замечать, что к жене своей председатель охладел, зачастил в дом Лауэра. В погоне за личных успехом Тынис отказал в помощи рыбакам соседнего колхоза, севшим на мель.
Но и сам Тынис сел на подводные рифы — когда на празднике в доме Лауэра разоткровенничались его гости — спекулянты, дельцы и карьеристы — тогда понял Тынис, как он ужасно заблуждался, и идя на поводу бухгалтера ради мнимой любви к его сестре прикрывая его махинации, чуть не допустил трагедии.

## В ролях
- Аксел Орав — Тынис
- Агнесса Петерсон — Рийна
- Лия Лаатс — Лидия
- Антс Эскола — Лауэр, бухгалтер
- Арно Суурорг — Линквист
- Отт Раукас — Тийдур
- Аадо Хымре — Михкель
- Александр Мяги — Пиме-Юхан, слепой Юхан
- Вальдо Труве — Прийду
- Карл Отс — Пеэтер
- Лизл Лийса Линдау — Эва
- Олев Тинн — Верди
- Вольдемар Алев — секретарь райкома
- Катрин Вяльбе — жена Михкеля
- Прийт Ратас — Индрек
- Антс Йыги — Якоб
- Пауль Руубель — Тоодер
- Олев Эскола — эпизод
- Паул Варанди — эпизод